# Alex Jennings
Alex Jennings (Essex, Engeland, 10 mei 1957) is een Engelse acteur. Jennings studeerde als jonge knaap aan de Abs Cross technical High School in Essex. Daarna ging hij naar de Universiteit van Warwick. Nadat hij in 1978 afgestudeerd was ging hij een theateropleiding volgen gedurende twee jaar aan de Bristol Old Vic Theatre School. Hij vertolkte een enorme hoeveelheid aan rollen tijdens die opleiding, waaronder Robespierre in The Scarlet Pimpernel en Gloumov in Too Clever by Half waarvoor hij een Laurence Olivier Award won voor beste komische vertolking in 1988.
Hij werd ook genomineerd in dezelfde categorie voor zijn vertolking van Dorante in Liar. Hij heeft ook opgetreden voor het Royal National Theatre van Londen als Kittel in de productie Ghetto, en Capitan Plumme in het stuk The Recruiting Officer.

## Werken bij de RSC
Zijn Royal Shakespeare Company rollen zijn deze van hoofdrol in:
- Peer Gynt (waarvoor hij een Laurence Olivier Award won in 1995 voor beste acteur)
- Theseus/Oberon in A Midsummer Night's Dream (zowel in Groot-Brittannië en Amerika tournee, als ook op Broadway)
- Measure for Measure als Angelo
- Much Ado About Nothing als Benedict
- Hamlet als Hamlet
- A Midsummer Night's Dream

## Filmografie (selectie)
- War Requiem (1989) als Blinded Soldier
- Bye Bye Columbus (1991) als King Ferdinand
- Hard Times (1994) als Bitzer
- The Wings of the Dove (1997) als Lord Mark
- Bad Blood (1999) als Joe Harker
- Bridget Jones: The Edge of Reason (2004) als Horatio
- The Queen (2006) als Charles Mountbatten-Windsor
- The 39 Steps (2008) als Captain Kell
- Being Human (2012) als Griffin
- The Lady in the Van (2015) als Alan Bennett
- Victoria (2016) als Leopold I van België
- Denial (2016) als Sir Charles Gray
- Four Weddings and a Funeral (2019) als Andrew Aldridge
- Gold Digger (2019) als Ted Day
- Blitz (2024) als Victor Smythe

- Bibsys: 6071721
- Bibliothèque nationale de France: cb141904496 (data)
- Gemeinsame Normdatei: 136075118
- International Standard Name Identifier: 0000 0001 1878 9052
- Library of Congress Control Number: no97003173
- MusicBrainz: bbcbcc40-a61c-4273-a5f2-5042370175d7
- Nationale Bibliotheek van Tsjechië: xx0085692
- Nationale Bibliotheek van Israël: 987007428767205171
- Nationale Bibliotheek van Polen: a0000001614762
- Nederlandse Thesaurus van Auteursnamen: 297556010
- Système universitaire de documentation: 079418635
- Virtual International Authority File: 85868357
- WorldCat: E39PBJpv4RGVDbpTFFHYcD8KVC